# (79997) 1999 FW22
(79997) 1999 FW22 là một tiểu hành tinh vành đai chính. Nó được phát hiện bởi LINEAR ở Socorro ngày 19 tháng 03 năm 1999.